# Luke Skywalker

Luke Skywalker je fiktivni lik stvoren od George Lucasa i glavni protagonist mnogih filmova iz serijala Ratovi zvijezda, osobito u: Ratovi zvijezda IV: Nova nada, Ratovi zvijezda V: Imperij uzvraća udarac te Ratovi zvijezda VI: Povratak Jedija. U filmu Ratovi zvijezda: Sila se budi saznajemo da se nalazi u samo nametnumom eksilu, dok u Ratovi zvijezda: Posljednji Jedi postaje mentor mlade Rey. 
On je brat blizanac Leie Organe i ujak Ben Soloa/Kylo Rena. Njegov i Leijin otac bio je moćni Jedi Anakin Skywalker, koji je kasnije prešao na tamnu stranu i postao Darth Vader.
Ulogu Luke Skywalkera tumači američki glumac Mark Hamill.

## Pregled lika

### Nova nada (1977.)
Luke Skywalker je mladić željan pustolovina koji živi zajedno s ujakom i ujnom na pustinjskom planetu Tatooine, no ujak Owen se protivi da Luke otiđe u pilotsku akademiju. Kada jednoga dana kupi dva droida za pomoć na farmi pri popravku droida R2-D2 otkrije da ovaj u sebi nosi hologramsku poruku princeze Leie od Alderaana. Ona u poruci moli Obi-Wan Kenobia za pomoć te Luke pomisli da se radi o pustinjaku Ben Kenobiu i odluči odnijeti droida do njega. U potrazi za Kenobijem njega i droide R2-D2 i C-3PO napadnu stvorenja Tusken, no odjednom se pojavi Kenobi te zajedno poraze napadači i odlaze do Kenobijeve kolibe. Luke saznaje da je Obi-Wan Kenobi poznavao njegovog oca Anakina Skywalkera i da su oboje zajedno bili Jedi vitezi prije nego što je "Darth Vader ubio Anakina". Obi-Wan poklanja Lukeu stari svjetlosni mač njegovog oca i nudi mu da će ga nakon što spase princezu Leiu podučiti o Sili, no Luke isprve odbija.
Vidjevši da su mu borci Imperija u potrazi za R2-D2 ubili ujaka i ujnu, Luke ipak prihvaća poći s Obi-Wanom. Zajedno odlaze u Mos Eisley gdje unajme pilota Han Soloa i njegovog prijatelja Chewbaccu da ih s Millennium Falconom odvedu na Alderaan. Ubrzo saznaju da je Imperij uništio planet Alderaan pomoću moćnog oružja Zvijezde smrti, te s Falconom direktno odlaze spasiti Leiu iz pritvora na mega oružju  Zvijezda smrti. Dok Luke s Hanom i Chewbaccom spašava Leiu, Obi-Wan se suočava s moćnim Darth Vaderom i sebe žrtvuje, omogućujući tako da Luke i ostali pobjegnu.
Luke se pridružuje kao pilot Pobunjenicima. Za vrijeme napada na  Zvijezdu smrti čuje glas Obi-Wana koji mu savjetuje da sluša na osjećaje i vjeruje u Silu. Luke ugasi navigaciju svoje letjelice i pomoću Sile uspjeva pogoditi osjetljivu točku mega oružja nakon čega ovo eksplodira. Kasnije on, Han i Chewbacca od Leie dobivaju medalje za vrijeme slavlja.

### Carstvo uzvraća udarac (1980.)
Tri godine kasnije na ledenom planetu Hoth za vrijeme jedne misije Lukea zarobljuje stvorenje Wampa, no on uspjeva pobjeći. Kratko prije nego što ga Han spašava od nesvjesti u hladnoći ponovno čuje glas Obi-Wana koji mu govori da mora otići na planet Dagobah i pronaći Jedi majstora Yodu. Ubrzo Imperij otkriva Pobunjeničku bazu na Hothu i napada ih. Dok Han, Leia i Chewbacca bježe s Falconom, Luke odlazi s R2-D2 na Dagobah. Ovdje upoznaje malog Yodu koji ga počinje podučavati o Sili. 
Za vrijeme treninga Luke odjednom osjeti da su njegovi prijatelji u opasnosti, te usprkos upozorenjima Yode i Obi-Wana odlazi na Bespin, ne znajući da je to zamka. Ubrzo se nađe u dvoboju s Darth Vaderom nemoćan da pobjedi i tako gubi desnu ruku. Vader mu tada otkriva da je on njegov otac i nudi mu da zajedno vladaju galaksijom. Užasnut ovim otkrićem, Luke odbija Vaderovu ponudu za vladanjem Galaksijom te se baca u otvoreno okno iznad kojeg su se do tada borili. Uz pomoć svojih telepatskih mogućnosti, on pozove Leiu koja osjeti njegov poziv upomoć i koja nagovara Landa da se vrate po Lukea. R2-D2 popravlja Falconov pogon te oni na taj način uspijevaju pobjeći. Luke od medicinskog osoblja dobiva umjetnu mehaničku ruku.

### Povratak Jedija (1983.)
Godinu dana kasnije je Luke postao Jedi vitez s vlastitim svjetlosnim mačem. Zajedno s Leiom, droidima i Lando Calrissianom se vratio na Tatooine da spasi Hana iz ruku Jabba the Hutt. Luke pokušava pregovarati no Jabba ga s ostalima osuđuje na smrt. Pomoću R2-D2 Luke i prijatelji bježe nakon što je Leia ubila Jabbu.
Vrativši se na Dagohbu da završi svoju obuku za Jedija Luke saznaje od Yode da je Vader uistinu njegov otac prije poznat kao Anakin Skywalker. Nakon Yodine smrti se pojavljuje duh Obi-Wana i priopćuje Lukeu da ima sestru blizanku a Luke shvaća da je to Leia. Obi-Wan upozorava Lukea da je potrebno da se ponovno suoči s Vaderom.
Zajedno s grupom Otpora Luke dolazi na šumski mjesec Endor, no ubrzo se sam uputi suočiti s Vaderom u nadi da ga ponovno vrati na Svjetlu stranu. Vader ga dovodi na novu Zvijezdu smrti uz Endor pred cara Palpetina, koji pokušava Lukea pridobiti na tamnu stranu. Ponovno dolazi do dvoboja između oca i sina. Luke uspjeva kontrolirati svoje emocije no Vader osjeti da ima sestru i zaprijeti da će nju privući na tamnu stranu. Nekontrolirano se Luke baci na Vadera i nadjačajući ga mu odsječe ruku. Car naređuje Lukeu da ubije Vadera no Luke- vidjevši svoju vlastitu mehaničku ruku- odbacuje svoj svjetlosni mač i proziva sebe Jedijem.
Bijesan, Palpatine iskorištava svoje vlastite moći kako bi mučio Lukea. Odlučan u tome da ne dopusti da mu ubije sina, Vader prihvaća Lukeovu sudbinu, baca Palpatinea u okno te na taj način ispunjava proročanstvo da će on biti taj koji će uništiti Sith i dovesti ravnotežu u Sili, premda je u procesu smrtno ranjen. Na zahtjev svog oca, Luke uklanja Vaderovu masku dopuštajući ocu da svog sina prvi put pogleda vlastitim očima prije nego mu umre na rukama. 
Luke se vraća na Endor i kremira očevo odijelo uz pomoć vatre. Dok pobunjenici slave pobjedu nad carstvom, Luke vidi duhove Obi-Wana, Yode i Anakina koji ga zadovoljno promatraju.

### Sila se budi (2015.)
U uvodnom tekstu saznajemo da je 30 godina nakon pobjede nad Imperijem Luke nestao. Kroz radnju filma saznajemo da je Luke otišao u izolaciju nakon što je njegov nećak i učenik Ben Solo prešao na tamnu stranu i postao Kylo Ren. Osjećajući se odgovornim za nastanak Rena i ubojstvo svih učenika što dovodi do dolaska Prvog reda Luke bježi. Pokret otpora uspijeva rekonstruirati kartu koja pokazuje gdje se Luke nalazi i mlada Rey odlazi na Ach-To da ga nađe. Na kraju vidimo ostarjelog Lukea koji gleda kako mu Rey pruža njegov stari svjetlosni mač.

### Posljednji Jedi (2017.)
Nakon što Rey dođe kod njega na otok Luke dugo odbija ju podučavati, objašnjavajući da je došao kraj Jedija. Kratki razgovor s R2-D2 ga navodi da promjeni odluku i pristaje Rey podučiti tri lekcije. Polako ju počinje učiti o Sili no ubrzo je prestravljen shvativši koliku moć ona u sebi krije. Žalostan priznaje Rey da je kod svojega nećaka Ben Soloa osjetio istu tu snagu te ga je jedne noći nakon mračne vizije pokušao ubiti- iako je istog trena odustao mladi Ben se u tom kobnom trenutku probudio i shvativši se ugrožen konačno prešao na tamnu stranu. Rey- koja je bila u telepatskim kontaktu s Renom- moli Lukea da se a njom vrati Otporu i pomogne Renu da ponovno pređe na svjetlu stranu no Luke ponovno odbija. Nakon što Rey otiđe Lukea posjećuje duh Yode te ga podsjeća da je bitno učiti iz svojih pogreška.
Dok se Otpor skriva na Craitu se Luke ondje pojavljuje i u razgovoru sa svojom sestrom Leiom ju ohrabruje. Ispred baze Luke i Kylo Ren započnu dvoboj svjetlosnim mačevima tijekom kojeg ga Ren očevidno rasiječe no u stvarnosti je ono protiv čega se borio bila samo telepatska projekcija Lukea koji se još uvijek nalazi na Ach-To. Luke se ispričava kod Rena za sve pogreške i osigurava mu da nije posljednji Jedi. Projekcija nestaje i oslabljeni Luke na Ach-To gleda zalazak sunca nakon čega postaje jedno sa Silom.

### Uspon Skywalkera (2019.)
Mark Hamill je ponovio svoju ulogu Luke Skywalkera u Ratovi zvijezda: Uspon Skywalkera.
Kada Rey otkrije da je Palpatineova unuka, pobjegne na Ahch-To, baš kao što je to učinio i Luke. Namjeravajući se izolirati, baca Lukeov svjetlosni mač prema gorućoj olupini Renove TIE letjelice, u kojem je otputovala u svoj samo nametnuti eksil. Luke se pojavljuje kao duh Sile i zamjera Rey što se prema svjetlosnom maču odnosi s nepoštovanjem. Luke tada priznaje da je pogriješio što nije sudjelovao u Otporu i zahvaljuje Rey što mu je pomogla da se pisjeti svoje odgovornosti. Luke uvjerava Rey da na sebe ne gleda kao na Palpatina, već kao na dobru osobu kakvom ju je Leia vidjela dok ju je trenirala, te da ne odustane od svoje bitke protiv Sitha. Luke posuđuje Rey svoje staro X-krilo i kaže da kombinira svjetlosni mač njegovog oca s Leijinim u njezinoj bitci na Exegolu.
Nakon što Rey jednom zauvijek pobijedi Palpatina, posjećuje farmu na Tatooineu gdje je Luke odrastao. Ona zakopa Luke i Leijine svjetlosne mačeve, otkrivajući da je sama konstruirala svoje. Mještanin pita Rey tko je ona. Kao Leia, koja je umrla ranije, i Luke se pojavljuju kao duhovi Sile, Rey sebe naziva Rey Skywalker.

## Karakterizacija
Svaki od likova iz Ratova zvijezda instancira jedan od arhetipova u konceptu o Herojskom putovanju Josepha Campbella, s Lukeom Skywalkerom koji simbolizira arhetip heroja. Kao takav, on je pouzdan protagonist koji se susreće s osnovnom borbom između dobra i zla na isti način kao i druge herojske figure kao što su Harry Potter, Bilbo Baggins i Isus Krist. Lukina središnja dilema je stalni rat između dobra i zla, kako izvana tako i iznutra.
U nekim točkama se njegova priča preklapa s mitom o kralju Arturu. Oboje su odrasli kao siroćad, u mlaosti otkrili moćnu ulogu njihih oćeva, savjete su im dijelili stariji mentori s "čarobmnim" močima, te posjeduju posebnu vrstu mača.
Neki tvrde da Luka odražava temeljne vrijednosti kršćanstva i abrahamske religije; Lukino se putovanje često uspoređuje s putovanjem Isusa Krista. Znanstvenici tvrde da je Luke lik nalik Kristu, dok Yoda predstavlja boga, a Darth Vader predstavlja iskušenja zla. Lukeova borba između dobra i zla je u suprotnosti s onom njegovog oca, Anakina Skywalkera, čiji put predstavlja priču o izgubljenom sinu.

## Koncepcija lika
Luke je u naj ranijim fazama bio zamišljan kao 60-godišnji ratni heroj, kasnije kao Jedi majstor te kao žena. U intervjuu o svojim ranim nacrtima, George Lucas je rekao:
Prva [verzija] govorila je o princezi i starom generalu. Druga verzija uključivala je oca, njegovog sina i njegovu kćer; kći je bila junakinja filma. Sada je kći postala Luke, lik Marka Hamilla. Bila je i priča o dva brata gdje sam jednog od njih pretvorio u sestru. Stariji brat je bio zatvoren, a mlada sestra ga je morala spasiti i vratiti njihovom tati.
Iako je Lukeovo prezime bilo "Skywalker" u Lucasovom tretmanu Ratova zvijezda iz 1973. godine, promijenjeno je u "Starkiller" u narednim nacrtima, u jednom trenutku u naslovu (The Star Wars: From the Adventures of Luke Starkiller). Prezime "Starkiller" ostalo je prvih nekoliko mjeseci produkcije; Mark Hamill je koristio ime "Luke Starkiller" jedini put kada je spominjao sebe tijekom snimanja (u filmu nazvan "Skywalker"). "Starkiller" je odbačen zbog onoga što je Lucas nazvao "neugodnim konotacijama" s Charlesom Mansonom.
Alternativni završetak koji je George Lucas postavio za Povratak Jedija bio je Luke koji je preuzeo ulogu svog oca kao Darth Vadera nakon potonjeg smrti i namjeravao vladati umjesto njega. Iako je Lawrence Kasdan bio naklonjen toj ideji, Lucas je na kraju odbio, budući da su filmovi usmijereni za djecu. Jedan drugi tretman filma prikazivao je lik koji nestaje u divljini nalik na "Clint Eastwood u špageti vesternima."
Prema Marku Hamillu, tijekom snimanja originalnog filma Ratovi zvijezda, George Lucas ga je pitao hoće li ponoviti ulogu za cameo kad bude u svojim 60-ima kako bi baklju prenio sljedećoj generaciji. Godine 1983. Hamill je izjavio da će njegov povratak franšizi biti "ili drugi plan postojanja ili ne isti lik". Hamill je saznao za nastavak trilogije tijekom ljeta 2012. na Star Wars Celebration tijekom ručka kada mu je Lucas rekao da je film u razvoju. Hamill se prisjetio kako je obrijao bradu kako bi portretirao Trickstera u The Flashu, a zatim ju je pustio da ponovno izraste za snimanje Ratova zvijezda.
Lukeov izostatak višak vremena na ekranu u Sila se budi bio je zbog zabrinutosti scenarista Michaela Arndta da bi njegova prisutnost značila da će publika imati manje zanimanja za protagonisticu Rey, što je dovelo do dogovora da se on ukloni s ekrana i umjesto toga postane pokretni faktor za zaplet. Hamill je prisustvovao sastancima radi čitanja scenarija i pomogao je prikriti Lukeovu ulogu u filmu; umjesto dijaloga, čitao je scenske upute. Abrams je rekao da mu je to omogućilo da ostane uključen i da je njegovo čitanje pomoglo stvoriti "bolje iskustvo za sve". Prema idejnom dizajneru Christianu Alzmannu, Lukeovo pojavljivanje u Posljednji Jedi djelomično je inspirirano pojavljivanjem pukovnika Kurtza u Apokalipsa danas (1979.).

## Kulturološki utjecaj
Godine 2015. Luke Skywalkera je odabrao časopis Empire kao 50. najveći filmski lik svih vremena. Empire ga je također rangirao kao treći najveći lik iz Ratova zvijezda. Luke je također bio na glasačkom listiću za 100 Years...100 Heroes and Villains  Američkog filmskog instituta. Na svom popisu 100 najvećih izmišljenih likova, Fandomania.com je Lukea svrstao na 14. mjesto. IGN je naveo Lukea kao svog četvrtog najboljeg lika iz Ratova zvijezda, a čitatelji IGN-a su ga dvaput odabrali kao jednog od svojih omiljenih likova iz Ratova zvijezda. IGN-ov Jesse Schedeen također je odabrao Lukea Skywalkera kao jednog od likova koje su najviše željeli pojaviti na Wii-ju, kao i navodeći Skywalkera kao jednog od svojih omiljenih Star Wars heroja. Schedeen je također naveo lik kao jednog od likova iz Ratova zvijezda koje su htjeli vidjeti u Soulcaliburu. IGN je također nazvao borbu između Lukea Skywalkera i Dartha Vadera u Povratak Jedija jednom od ultimativnih filmskih "bitki". U prilogu o govorima Lukea Skywalkera, Todd Gilchrist iz IGN-a rekao je da mu je najdraži Lukeov govor "Ja sam Jedi, kao i moj otac prije mene". UGO Networks naveo je Lukea kao jednog od svojih najboljih heroja svih vremena, a čitatelji UGO-a su ga proglasili jednim od najzgodnijih likova iz Ratova zvijezda. Izumitelj Dean Kamen također je dao kodno ime svom novom sustavu protetskih ruku "Luke" u čast tog lika. 
Mark Hamill je bio nominiran za nagradu Saturn za najboljeg glumca za svoj portret Lukea Skywalkera u Ratovima zvijezda, i osvojio je nagradu za svoj portret u Carstvu uzvraća udarac, Povratku Jedija i Posljednjem Jediju.
Godine 1976. Hamill je doživio tešku prometnu nesreću nakon snimanja Ratova zvijezda, koja je uključivala operaciju na njegovom licu. Nagađalo se da je napad Wampa na početku Carstva uzvraća udarac napisan kako bi se objasnile njegove ozljede lica, ali George Lucas to je posebno osporio u DVD komentaru tog filma.
Što se tiče Lukeovog portreta u Posljednjem Jediju, mnogi obožavatelji izrazili su razočaranje kako je prikazan "kao mrzovoljni starac čiji su ga neuspjesi natjerali da se sakri" i radnjama koje lik poduzima da bi pridonio pozadinskoj priči Kyla Rena, oštar odmak u kako je Luka okarakteriziran u izvornoj trilogiji. Hamill je izvorno izjavio da se "prilično jasno ne slaže sa svakim izborom [reditelja Posljednjeg Jedija Riana Johnsona] koji je napravio za ovaj lik", ali da je iznimno poštovao Johnsona i bio je spreman učiniti svoj dio kako bi se ostvarila Johnsonova vizija. Što se tiče mogućnosti da mlađi glumac igra ulogu, Hamill je izrazio podršku Sebastianu Stanu, čija je fizička sličnost s mladim Hamillom postala viralna. Međutim, istaknuo je da bi dječji glumac Jacob Tremblay bio njegov najbolji izbor ako bi se priča usredotočila na vrlo mladog Lukea.
Luke Skywalker ostaje američka kulturna ikona. Zapravo, dječji psihoterapeuti ga često koriste kako bi pomogli djeci da projiciraju svoje misli i stanje na način koji je razumljiv i djetetu i njegovom terapeutu. Drugi način na koji terapeuti koriste Ratove zvijezda u seansama je naučiti svoje pacijente da Sila predstavlja samorazumijevanje koje postižu u terapiji. Djecu se uči da su oni Luke, a njihov terapeut Obi-Wan, tako da na kraju, kako Lukeu više nije trebao njegov mentor, jednog dana više neće trebati svog terapeuta.
Ratovi zvijezda povezani su s kulturnim događajima svog vremena, kao što su Hladni rat i politika iz Nixonovog doba. Odsječenje Lukeove ruke i bionička prisutnost Dartha Vadera navodno, prema space.com, simboliziraju jedinstvo vojske i amputiranih.

## Vanjske poveznice
- Luke Skywalker u StarWars.com datoteci
- Luke Skywalker u Wookieepedia, a Star Wars wiki
- Luke Skywalker na IMDb